# Merseburg
Merseburg este un oraș din Germania.

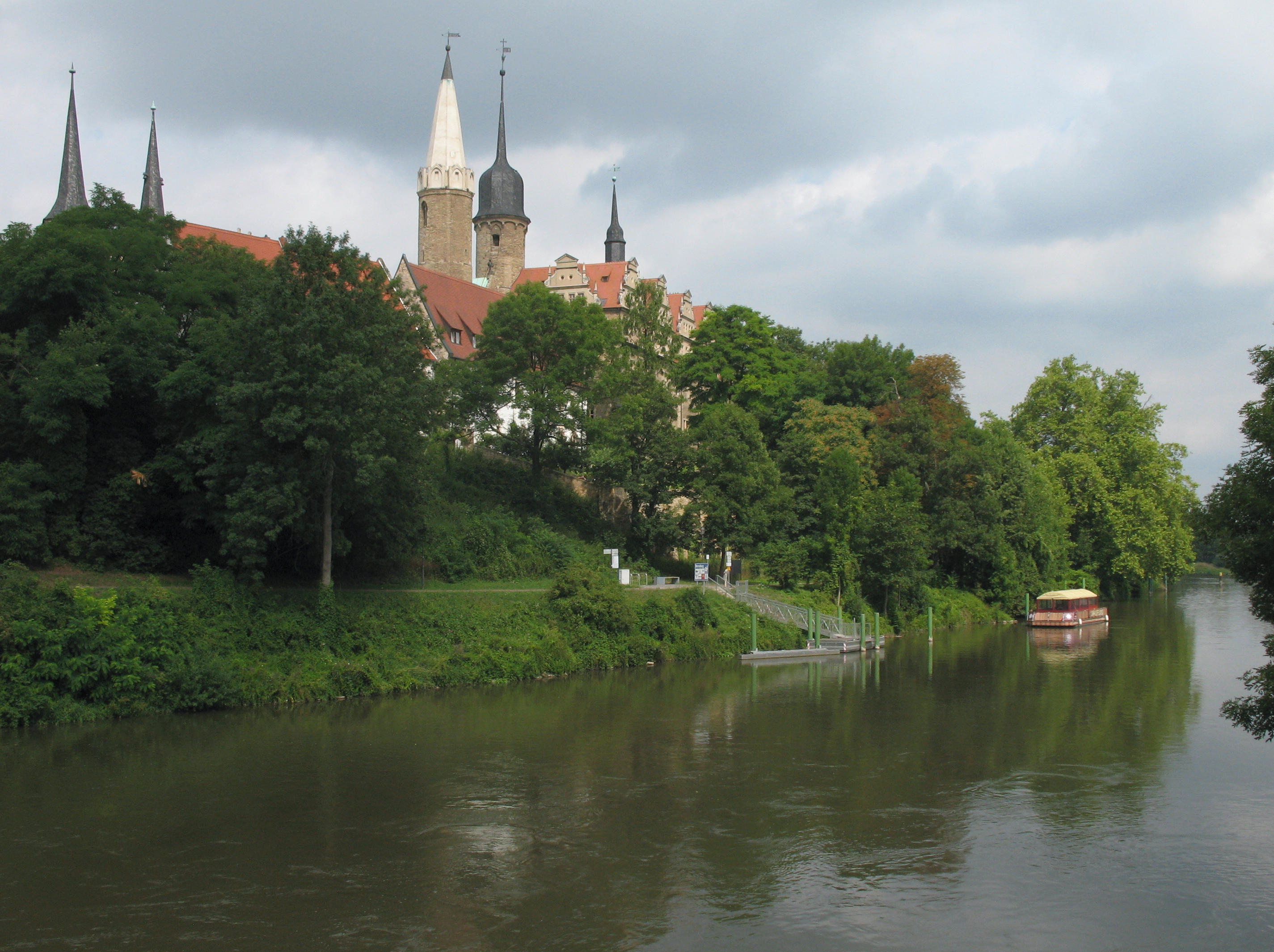
Saale